# Oliver Goethe

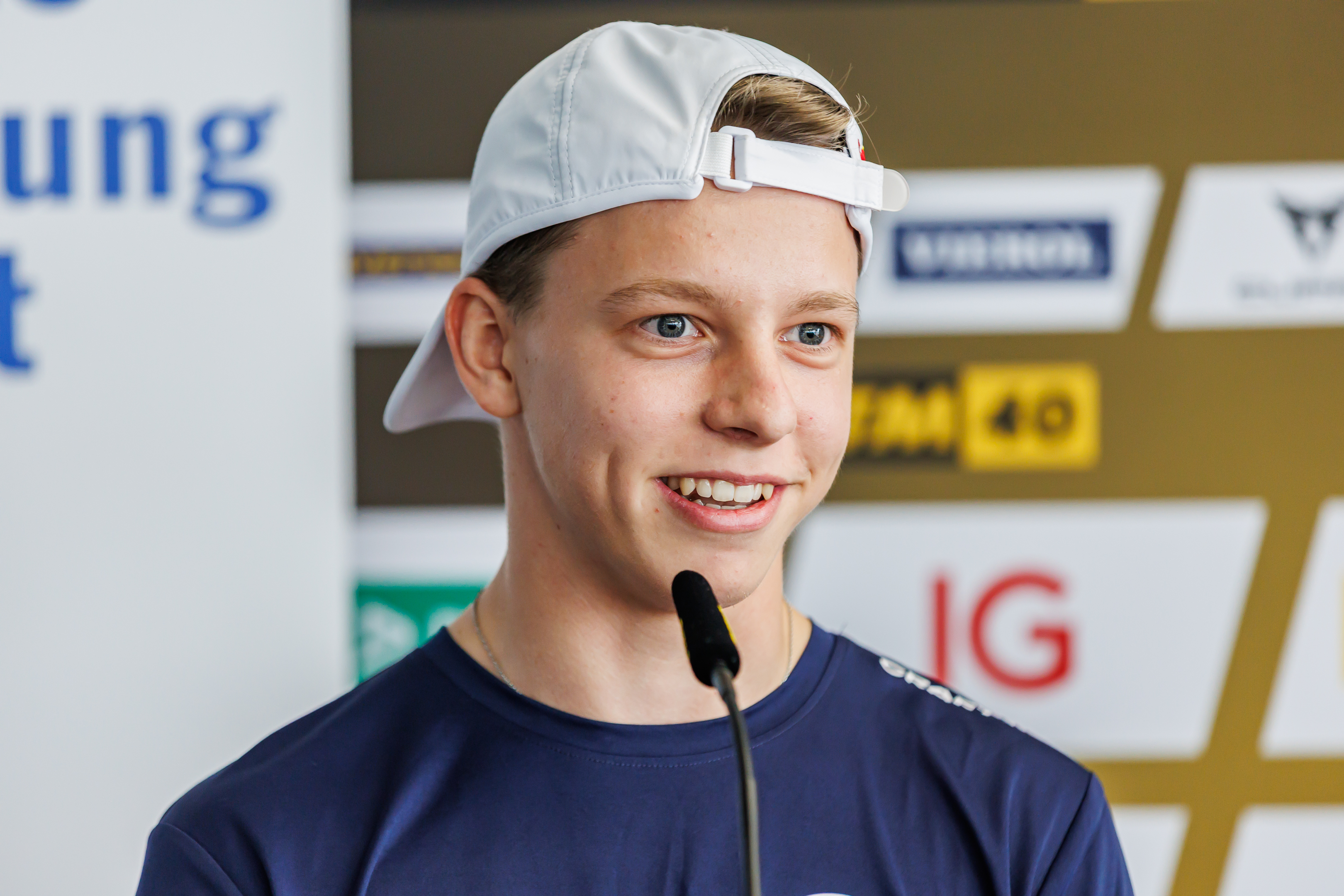
Oliver Goethe im Jahr 2024

Oliver Goethe (* 14. Oktober 2004 in London) ist ein deutsch-dänischer Rennfahrer, der in FIA-Formel-2-Meisterschaft an den Start geht.

## Karriere

### Kartsport
Im Jahr 2019 gab der in Monaco aufgewachsene Goethe sein internationales Kart-Debüt und nahm an den Europameisterschaften und Weltmeisterschaften in der OK-Kategorie teil, wobei er jedoch keine Rennen beendete. Im Jahr 2020 trat er in der WSK Super Master Series und dem WSK Champions Cup an.

### Formel 4
Im Jahr 2019 gab Goethe sein Debüt im Formelsport und fuhr im Rahmen der spanischen Formel-4-Meisterschaft mit Drivex School am letzten Rennwochenende. In der Saison 2020 trat er dann als Stammfahrer mit dem Team MP Motorsport an. In diesem Jahr erzielte er sechs Podestplätze, darunter ein Sieg auf dem Circuit Paul Ricard. Er belegte den fünften Platz in der Rookie-Meisterschaft und in der Gesamtwertung.

### Formula Regional European Championship
2021 wechselte er mit dem Team MP Motorsport in die Formula Regional European Championship. Seine Teamkollegen waren Franco Colapinto und Kas Haverkort. Er holte seine ersten Punkte im zweiten Rennen der ersten Runde in Imola und beendete das Rennen als Neunter. Seine einzigen anderen Punkteplatzierungen holte er beim zweiten Rennen in Zandvoort, wo er den zehnten Platz belegte. In der Gesamtwertung belegte er den 23. Platz und war damit der zwölftbeste Rookie.

### Euroformula Open
Im Jahr 2022 wechselte Goethe zum Team Motopark in die Euroformula Open. Mit 473 Punkten, 11 Siegen und 7 Pole-Positions gewann er die Meisterschaft. Dabei gewann er unter anderem alle drei Rennen in Spa-Francorchamps.

### Formel 3
2022 fuhr Goethe zwei Rennwochenenden in der FIA-Formel-3-Meisterschaft für Campos Racing. Dabei erzielte er einen achten Platz im Sprintrennen auf dem Hungaroring und einen vierten Platz im Hauptrennen in Spa-Francorchamps. 2023 wechselte er in der Meisterschaft zum italienischen Team Trident Racing als Stammfahrer. Mit einem Rennsieg, zwei Podestplätzen und 73 Punkten belegte er den achten Rang in der Meisterschaft. 2024 blieb er in der Formel 3, wobei er allerdings zum Team Campos Racing wechselte. Mit 94 Punkten und einem Sieg belegte er den 7. Platz in der Gesamtwertung.

### Formel 2
Vor dem letzten Wochenende der Saison 2024 in der Formel 3 wechselte er in die FIA-Formel-2-Meisterschaft zum Team MP Motorsport als Ersatz für Franco Colapinto, welcher von Williams F1 in die Formel 1 befördert wurde. In den verbleibenden Rennen der Saison sammelte Goethe 14 Punkte, womit er den 23. Platz in der Meisterschaft belegte. Im Dezember 2024 wurde bekanntgegeben, dass er 2025 in der Formel 2 für MP Motorsport starten wird.

## Sonstiges
Er ist laut eigenen Angaben ein Nachfahre des berühmten deutschen Schriftstellers Johann Wolfgang von Goethe. Goethes Vater, Roald Goethe, ist ebenfalls ein Rennfahrer.

## Statistik

### Zusammenfassung
| Saison | Serie                                  | Team           | Rennen | Siege | Poles | Podien | schn. Rennrunden | Punkte | Position |
| ------ | -------------------------------------- | -------------- | ------ | ----- | ----- | ------ | ---------------- | ------ | -------- |
| 2020   | Spanische Formel-4-Meisterschaft       | MP Motorsport  | 21     | 1     | 0     | 6      | 1                | 136    | 5.       |
| 2021   | Formula Regional European Championship | MP Motorsport  | 20     | 0     | 0     | 0      | 0                | 3      | 23.      |
| 2022   | Formula Regional Asian Championship    | 3Y by R-ace GP | 13     | 0     | 0     | 0      | 0                | 1      | 24.      |
| 2022   | Euroformula Open                       | Team Motopark  | 26     | 11    | 7     | 18     | 12               | 473    | 1.       |
| 2022   | FIA-Formel-3-Meisterschaft             | Campos Racing  | 4      | 0     | 0     | 0      | 0                | 15     | 19.      |
| 2023   | FIA-Formel-3-Meisterschaft             | Trident Racing | 17     | 1     | 1     | 2      | 1                | 75     | 8.       |
| 2023   | Macau Grand Prix                       | Campos Racing  | 2      | 0     | 0     | 0      | 0                | 0      | 9.       |
| 2024   | FIA-Formel-3-Meisterschaft             | Campos Racing  | 18     | 1     | 0     | 3      | 2                | 94     | 7.       |
| 2024   | FIA-Formel-2-Meisterschaft             | MP Motorsport  | 8      | 0     | 0     | 0      | 0                | 14     | 23.      |
| 2024   | Macau Grand Prix                       | MP Motorsport  | 2      | 0     | 0     | 2      | 2                | -      | 2.       |
| 2025   | FIA-Formel-2-Meisterschaft             | MP Motorsport  | 1      | 0     | 0     | 0      | 0                | 0      | 12.*     |

* Saison läuft noch.

### Einzelergebnisse in der FIA Formel-3-Meisterschaft
| Jahr | Team          | 1   | 2   | 3   | 4   | 5   | 6   | 7   | 8   | 9   | 10  | 11  | 12  | 13  | 14  | 15  | 16  | 17  | 18  | 19  | 20  | Punkte | Rang |
| ---- | ------------- | --- | --- | --- | --- | --- | --- | --- | --- | --- | --- | --- | --- | --- | --- | --- | --- | --- | --- | --- | --- | ------ | ---- |
| 2022 | Campos Racing | BHR | BHR | IT1 | IT1 | ESP | ESP | GBR | GBR | AUT | AUT | HUN | HUN | BEL | BEL | NLD | NLD | IT2 | IT2 |     |     | 15     | 19.  |
| 2022 | Campos Racing |     |     |     |     |     |     |     |     |     |     | 8   | 28  | DNF | 4   |     |     |     |     |     |     | 15     | 19.  |
| 2023 | Trident       | BHR | BHR | AUS | AUS | IT1 | IT1 | MCO | MCO | ESP | ESP | AUT | AUT | GBR | GBR | HUN | HUN | BEL | BEL | IT2 | IT2 | 75     | 8.   |
| 2023 | Trident       | 6   | 2   | DNF | 22  | C   | C   | 17  | 13  | 11  | 16  | 26  | 11  | 17  | 1   | 5   | 4   | DNF | DNF | 5   | DNF | 75     | 8.   |
| 2024 | Prema Racing  | BHR | BHR | AUS | AUS | IT1 | IT1 | MCO | MCO | ESP | ESP | AUT | AUT | GBR | GBR | HUN | HUN | BEL | BEL | IT2 | IT2 | 94     | 7.   |
| 2024 | Prema Racing  | 9   | 10  | 5   | 9   | 1   | 2   | 10  | 10  | 3   | 4   | 7   | 5   | DNF | 6   | 11  | 8   | 6   | 19  |     |     | 94     | 7.   |

| Legende  | Legende            | Legende                                                          |
| Farbe    | Abkürzung          | Bedeutung                                                        |
| -------- | ------------------ | ---------------------------------------------------------------- |
| Gold     | –                  | Sieg                                                             |
| Silber   | –                  | 2. Platz                                                         |
| Bronze   | –                  | 3. Platz                                                         |
| Grün     | –                  | Platzierung in den Punkten                                       |
| Blau     | –                  | Klassifiziert außerhalb der Punkteränge                          |
| Violett  | DNF                | Rennen nicht beendet (did not finish)                            |
| Violett  | NC                 | nicht klassifiziert (not classified)                             |
| Rot      | DNQ                | nicht qualifiziert (did not qualify)                             |
| Rot      | DNPQ               | in Vorqualifikation gescheitert (did not pre-qualify)            |
| Schwarz  | DSQ                | disqualifiziert (disqualified)                                   |
| Weiß     | DNS                | nicht am Start (did not start)                                   |
| Weiß     | WD                 | zurückgezogen (withdrawn)                                        |
| Hellblau | PO                 | nur am Training teilgenommen (practiced only)                    |
| Hellblau | TD                 | Freitags-Testfahrer (test driver)                                |
| ohne     | DNP                | nicht am Training teilgenommen (did not practice)                |
| ohne     | INJ                | verletzt oder krank (injured)                                    |
| ohne     | EX                 | ausgeschlossen (excluded)                                        |
| ohne     | DNA                | nicht erschienen (did not arrive)                                |
| ohne     | C                  | Rennen abgesagt (cancelled)                                      |
| ohne     | keine WM-Teilnahme |                                                                  |
| sonstige | P/fett             | Pole-Position                                                    |
| sonstige | 1/2/3/4/5/6/7/8    | Punktplatzierung im Sprint-/Qualifikationsrennen                 |
| sonstige | SR/kursiv          | Schnellste Rennrunde                                             |
| sonstige | *                  | nicht im Ziel, aufgrund der zurückgelegten Distanz aber gewertet |
| sonstige | ()                 | Streichresultate                                                 |
| sonstige | unterstrichen      | Führender in der Gesamtwertung                                   |

### Einzelergebnisse in der FIA Formel-2-Meisterschaft
| Jahr | Team          | 1   | 2   | 3   | 4   | 5   | 6   | 7   | 8   | 9   | 10  | 11  | 12  | 13  | 14  | 15  | 16  | 17  | 18  | 19  | 20  | 21  | 22  | 23  | 24  | 25  | 26  | 27  | 28  | Pos  | Punkte |
| ---- | ------------- | --- | --- | --- | --- | --- | --- | --- | --- | --- | --- | --- | --- | --- | --- | --- | --- | --- | --- | --- | --- | --- | --- | --- | --- | --- | --- | --- | --- | ---- | ------ |
| 2024 | MP Motorsport | BHR | BHR | KSA | KSA | AUS | AUS | IT1 | IT1 | MCO | MCO | ESP | ESP | AUT | AUT | GBR | GBR | HUN | HUN | BEL | BEL | IT2 | IT2 | ASE | ASE | QAT | QAT | UAE | UAE | 23.  | 14     |
| 2024 | MP Motorsport |     |     |     |     |     |     |     |     |     |     |     |     |     |     |     |     |     |     |     |     | DNF | 16  | 21  | DNF | DNF | 4   | 9   | 9   | 23.  | 14     |
| 2025 | MP Motorsport | AUS | AUS | BHR | BHR | KSA | KSA | IT1 | IT1 | MCO | MCO | ESP | ESP | AUT | AUT | GBR | GBR | BEL | BEL | HUN | HUN | IT2 | IT2 | ASE | ASE | QAT | QAT | UAE | UAE | 12.* | 0      |
| 2025 | MP Motorsport | 11  | C   |     |     |     |     |     |     |     |     |     |     |     |     |     |     |     |     |     |     |     |     |     |     |     |     |     |     | 12.* | 0      |

* Saison läuft noch.
| Legende  | Legende            | Legende                                                          |
| Farbe    | Abkürzung          | Bedeutung                                                        |
| -------- | ------------------ | ---------------------------------------------------------------- |
| Gold     | –                  | Sieg                                                             |
| Silber   | –                  | 2. Platz                                                         |
| Bronze   | –                  | 3. Platz                                                         |
| Grün     | –                  | Platzierung in den Punkten                                       |
| Blau     | –                  | Klassifiziert außerhalb der Punkteränge                          |
| Violett  | DNF                | Rennen nicht beendet (did not finish)                            |
| Violett  | NC                 | nicht klassifiziert (not classified)                             |
| Rot      | DNQ                | nicht qualifiziert (did not qualify)                             |
| Rot      | DNPQ               | in Vorqualifikation gescheitert (did not pre-qualify)            |
| Schwarz  | DSQ                | disqualifiziert (disqualified)                                   |
| Weiß     | DNS                | nicht am Start (did not start)                                   |
| Weiß     | WD                 | zurückgezogen (withdrawn)                                        |
| Hellblau | PO                 | nur am Training teilgenommen (practiced only)                    |
| Hellblau | TD                 | Freitags-Testfahrer (test driver)                                |
| ohne     | DNP                | nicht am Training teilgenommen (did not practice)                |
| ohne     | INJ                | verletzt oder krank (injured)                                    |
| ohne     | EX                 | ausgeschlossen (excluded)                                        |
| ohne     | DNA                | nicht erschienen (did not arrive)                                |
| ohne     | C                  | Rennen abgesagt (cancelled)                                      |
| ohne     | keine WM-Teilnahme |                                                                  |
| sonstige | P/fett             | Pole-Position                                                    |
| sonstige | 1/2/3/4/5/6/7/8    | Punktplatzierung im Sprint-/Qualifikationsrennen                 |
| sonstige | SR/kursiv          | Schnellste Rennrunde                                             |
| sonstige | *                  | nicht im Ziel, aufgrund der zurückgelegten Distanz aber gewertet |
| sonstige | ()                 | Streichresultate                                                 |
| sonstige | unterstrichen      | Führender in der Gesamtwertung                                   |